# 타분 (화합물)
타분(영어: Tabun gas)은 독성이 강한 화합물로 대량살상무기의 화학 무기 중 하나이다. 치사량은 2000mg 정도(흡입시, 1m3, 1kg당)이며, 1936년 독일군이 무기로 사용했던 가스이다.

## 같이 보기
- 사린
- VX